# Betten Ammerer

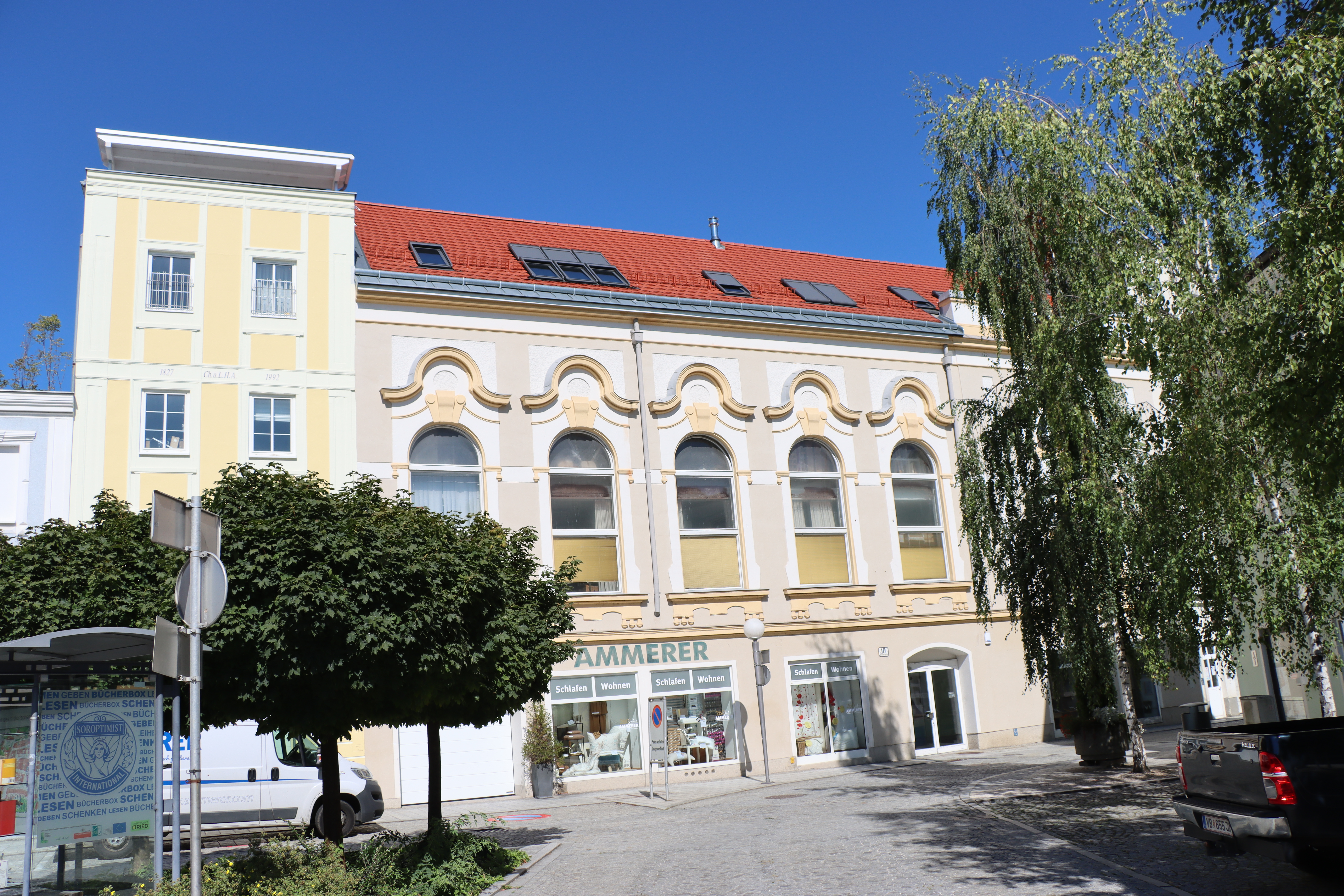
Zentrale in Ried

Die Firma Betten Ammerer (auch Ammerer) ist ein österreichischer Familienbetrieb in der 8. Generation. Im Jahr 1763 in Ried im Innkreis als Posamtierbetrieb gegründet ist das Unternehmen vor allem in den Bereichen Schlafsysteme und textile Raumgestaltung aktiv. Zum Serviceangebot gehören unter anderem eine eigene Vorhang-Näherei, biologische Bettenreinigung, Möbelpolsterei, Heimservice, Matratzen-Zustellung und Altmatratzen-Entsorgung, Monogramm-Sticken, 3D-Raumplanung und die Organisation von Hochzeitstischen.

## Historisches
1763 begab sich der aus dem damaligen Aschach im „Land ob der Enns“ (heute: Aschach an der Donau) stammende Posamentiergeselle Leopold Ammerer auf die Walz und erhielt dabei eine Anstellung im Posamentierbetrieb von Johann Psenner im – damals noch bayrischen Markt – Ried im Innkreis. Nach dem Tod des Meisters Psenners ehelichte der Geselle Leopold Ammerer die Witwe Barbara Psenner. Mit der Eheschließung erwarb Leopold Ammerer einen Miteigentumsteil am Haus Schulgasse 5 (heute: Johann-Georg-Hartwagner-Straße 17) sowie das Rieder Marktbürgerrecht. Mit seiner Gattin Mechtildis gründete er Familie als auch die Firma Ammerer und legte dadurch den Grundstein für die kommenden Generationen.
1816 wurde das Stammhaus am Rieder Hauptplatz erfolgreich durch die zweite Generation erworben. Das Haus beherbergt heute neben dem eigentlichen Geschäft auch die gesamte Logistik, Marketing und Public-Relation-Abteilung. Ab 1848 führte die dritte Generation mit acht Kindern den erfolgreichen Textil-Vertrieb weiter. 1888 gliederte das Unternehmen – begünstigt durch den wirtschaftlichen Aufstieg des Innviertler Zentralraumes – den Sektor „Tuchgroßhandel“ ein.
Trotz der wirtschaftlich schwierigen Rahmenbedingungen in der ersten Hälfte des 20. Jahrhunderts (Inflation, Wirtschaftskrise und die beiden Weltkriege) konnte der Einzelhandel mit Textilien erhalten und sogar ausbaut werden. 1949 verlagerte die nunmehr sechste Generation den Unternehmensschwerpunkt nach Braunau am Inn und gründete Filialen in Salzburg, Mattighofen und im bayrischen Raum. In Ried wurde das Nebengebäude erworben. 1981 wurde die Zentrale wieder nach Ried verschoben.

## Expansion und Standorte
- Kleine Expansion: Ab den 1950er Jahren kann von der kleinen Expansion gesprochen werden. In dieser Phase wurde das Stammwerk nach Braunau am Inn verschoben. Anschließend wurden Filialen in Mattighofen, Salzburg und im bayrischen Raum gegründet.

- Große Expansion: Die 7. Generation richtete den Firmensitz wieder in Ried im Innkreis ein. Seit den 1980er Jahren wurden Filialen in Schärding, Grieskirchen, Kirchdorf an der Krems, Gmunden, Mauthausen, Ottensheim und Leonding gegründet. Durch die Übernahme der Firma „Betten Kastner“ im Jahre 1998 wurden zusätzlich Standorte in Linz, Salzburg und Innsbruck eingerichtet. Das Geschäft in Innsbruck wurde jedoch wenige Jahre später wegen der ungünstigen geographischen Lage außerhalb von Oberösterreich geschlossen.

- Ried im Innkreis stellt die Basis des Unternehmens dar. Weitere Standorte finden sich in Schärding, Grieskirchen, Braunau am Inn, Kirchdorf, Gmunden, Mauthausen, Eferding, Salzburg, Mattighofen und Bad Hall. Somit verfügt das Unternehmen über elf Filialen in Österreich.